# النجاجية الوحيدة من قنبلة هيروشيما
النجاجية الوحيدة من قنبلة هيروشيما (باليابانية: つるにのって どこで見れ، بالروماجي: Tsuru ni notte doko de mir) (بالإنجليزية: On a Paper Crane: Tomoko's Adventure)‏ هو فيلم أنمي ياباني من إخراج سيجي أريهارا من إنتاج استوديو موشي برودكشن عرض في 1 أبريل عام 1994، وبلغت مدتة 86 دقيقة.

## القصة
تدور أحداث القصة عن فتاة صغيرة تدعى توموكو التي تسافر بمفردها إلى متحف القنبلة الذرية في هيروشيما وتقف أمام النصب التذكار للفتاة الصغيرة ساداكو التي توفيت بسرطان الدم بعد 10 سنوات من إسقاط القنبلة الذرية، والذي أصبح نموذجًا لمدينة هيروشيما، وبدأت تمثال الفتاة يتحرك، وبدأت تُري توموكو ذكرياتها عن الحرب وعن القنبلة الذرية.

## الأداء الصوتي
| الشخصية            | الأداء الصوتي      |
| ------------------ | ------------------ |
| توموكو ساتو        | كوتونو ميتسوشي     |
| ساداكو ساساكي      | يوكا كوياما        |
| طفل                | هيروشي يوكي        |
| طفل                | يوكو سوميتومو      |
| الفائز في السباق   | جوكو أوهارا        |
| امراة متزوجة حديثًا | ميتشريو ياناغيساوا |
| رجل متزوح حديثًا    | نوبوتوشي ياهاشي    |
| شخصية ثانوية       | نوبوتوشي هاياشي    |